# 神的不在場證明
神的不在場證明，是香港唱作女歌手陳蕾於2023年推出的粵語單曲，由陳蕾親自作曲及填詞，是她取名自日本動漫《HUNTER×HUNTER》的三首作品之一。

## 創作與製作
香港華納唱片旗下女歌手陳蕾一向愛好日本動漫，2023年她相繼推出三首以日本動漫《HUNTER×HUNTER》（全職獵人）故事中的招式名稱所命名的歌曲，其中第三首即為此歌神的不在場證明，前兩首為窮人的薔薇及伸縮自如的愛，這三首歌被傳媒冠以「動漫三部曲」、「獵人三部曲」、「HUNTER×HUNTER三部曲」一類的合稱。
神的不在場證明時長4分33秒，以
拍的F大調創作，每分鐘178拍，曲風傷感。此歌由陳蕾親自作曲及填詞，由Adrian Chan編曲及監製。自2020年起陳蕾的歌曲多由她的男朋友Mike Orange編曲及監製，但她們在2023年中分手，此歌是分手後首支不再由Mike Orange負責的陳蕾作品。
「神的不在場證明」（神の不在証明）是《HUNTER×HUNTER》角色梅雷翁的招式，設定上是一種通過抑止呼吸來使旁人無法看見及感應自己的隱身能力。陳蕾借用該招式名稱來形容生活之中經常遭遇「呼天不應的無力」這種不幸感（指感到自己從未得到神的眷顧），歌詞主旨是勉勵聽眾縱使面對如此困境，仍要相信自己的價值。她在《2023年度叱咤樂壇流行榜頒獎典禮》演唱此歌後，表明希望將此歌送給「每一個曾經想離開這個世界的人」，又說：「你覺得神不在場，但你都可以靠自己的！相信我!」陳蕾常寫安慰、鼓舞人心的詞作，該時期的詞作亦開始展現對社會的關心，因而被稱為「樂壇社工」。她自言並不會有怨天尤人的負面想法，創作時比較困難，需要代入到曾有那種想法的朋友身上，而這是一首「以負面去掩蓋倔強態度的正面歌曲」，讓有負面想法的聽眾感到有同樣想法的不止自己一人，從而達至一起發洩效果。
此歌的音樂影片赴英國倫敦取景。

## 發行
此歌由香港華納唱片於2023年9月25日派至各電台。9月26日於各音樂串流平台上發行。

## 榜單成績
| 週榜榜單（2023年）      | 最高排名 |
| ----------------------- | -------- |
| 903專業推介             | 2        |
| 新城勁爆本地榜          | 3        |
| 勁歌金榜                | 6        |
| 《Billboard》香港歌曲榜 | 19       |

「HUNTER×HUNTER三部曲」是陳蕾在2023年主要的派台作品，神的不在場證明與窮人的薔薇都曾在叱咤903頻道的903專業推介週榜獲得亞軍，伸縮自如的愛更獲得冠軍，此成績讓陳蕾在該頻道舉辦的《2023年度叱咤樂壇流行榜頒獎典禮》首奪叱咤樂壇女歌手金獎，而她在此獎的得獎演出中選唱了神的不在場證明。

## 爭議
由於歌詞涉及對神是否存在的質疑，在香港基督徒圈子中引起注意，對如何理解歌詞所描述的情況產生爭議。

## 備註
1. ↑  英文歌名見音樂影片。
2. ↑  她在該頒獎禮亦獲得由公眾投票的「叱咤樂壇我最喜愛的女歌手」，該得獎演出中選唱了窮人的薔薇；而伸縮自如的愛則奪得歌曲獎項「專業推介．叱吒十大」之第三名，亦有演唱。